# Fabrice Luchini
Pour les articles homonymes, voir Luchini.
Robert Luchini, dit Fabrice Luchini ([fabʁis lykini]), est un acteur français, né le 1er novembre 1951 dans le 9e arrondissement de Paris.
Nommé onze fois aux César, Fabrice Luchini est lauréat du César du meilleur acteur dans un second rôle en 1994 pour son rôle dans Tout ça… pour ça ! de Claude Lelouch.

## Biographie

### Enfance, formation et débuts
Robert Luchini naît le 1er novembre 1951 dans le 9e arrondissement de Paris. Son père, Adelmo Luchini (1910-2008), marchand de fruits et légumes d'origine italienne, est né à Villerupt. Sa mère, Hélène Raulhac (1919-2008), est native du 10e arrondissement de la capitale. Ils sont tous deux inhumés au cimetière de Montmartre (division 21). Robert est enfant gâté, il a deux frères, Alain et Michel. Il grandit dans le quartier de la Goutte-d'Or dans le 18e arrondissement de Paris où ses parents tiennent leur commerce de primeurs. À 55 ans, ruiné par une opération immobilière, son père devient chauffeur de poids lourds et sa mère doit refaire des ménages.
Robert Luchini obtient péniblement son certificat d'études grâce à un « vieil instituteur, qui a repéré en lui quelques aptitudes pour la dictée et la rédaction » et l'a préparé à l'examen. Comme il n'est pas attiré par l'école, sa mère le place en 1965 comme apprenti dans un salon de coiffure chic du 3, avenue Matignon, tenu par Jacques France. C'est alors qu'il adopte le prénom de Fabrice. Il cultive parallèlement, en autodidacte, son goût prononcé pour la littérature (Balzac, Flaubert, Proust, Céline dont il a la révélation à 17 ans, lorsqu'un prêtre lui donne un exemplaire du Voyage au bout de la nuit). Il est, en outre, passionné par la musique soul et James Brown. Il fréquente les discothèques, dont le Whisky à Gogo à Paris, où les patrons Paul Pacini et Ben Simon le repèrent sur la piste de danse, étant à lui tout seul une attraction qui attire la clientèle. Ils lui proposent de devenir l'animateur de la succursale de leur boîte de nuit qu'ils projettent d'ouvrir à Angoulême. C'est sur la piste du drugstore d'Angoulême qu'il est découvert en 1968 par Philippe Labro, alors en repérage pour son film Tout peut arriver et qui lui offre son premier rôle (1969).
Il décide de suivre des cours d'art dramatique chez Jean-Laurent Cochet, puis, après plusieurs films confidentiels, rencontre Éric Rohmer avec qui il tourne Le Genou de Claire et surtout Perceval le Gallois en 1978 (avec le rôle principal du chevalier qui « plombe son image ») au côté notamment d'Arielle Dombasle. Associé à un cinéma intellectuel et difficile, Fabrice Luchini « en est réduit à reprendre la coiffure, à livrer des plats cuisinés » et à tourner un film alimentaire avec Aldo Maccione, T'es folle ou quoi ? en 1982. Sa carrière décolle vraiment avec Les Nuits de la pleine lune en 1984, film pour lequel il est nommé au César du meilleur acteur dans un second rôle, et Quatre Aventures de Reinette et Mirabelle en 1987.

### Carrière

#### Années 1990

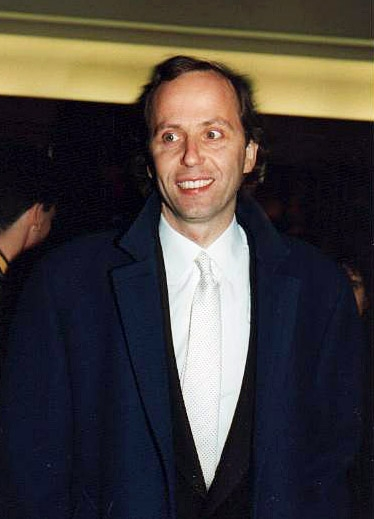
L'acteur, nommé à la des César (1993) pour Le Retour de Casanova.

Fabrice Luchini tourne ensuite avec Nagisa Ōshima, Pierre Zucca, Cédric Klapisch, Claude Lelouch et Édouard Molinaro. Mais c'est son rôle dans La Discrète de Christian Vincent en 1990 qui le fait connaître du grand public, et qui lui vaut une nomination au César du meilleur acteur.
Il devient dans les années 1990 un acteur très demandé par le cinéma français et campe de nombreux rôles de composition comme dans Le Retour de Casanova en 1992 aux côtés d'Alain Delon et Elsa Lunghini ; dans Tout ça… pour ça ! ; dans Le Colonel Chabert (1994) aux côtés de Gérard Depardieu, Fanny Ardant et André Dussollier ; dans Beaumarchais, l'insolent. Il est à nouveau nommé aux César pour ces quatre films et reçoit celui du César du meilleur acteur dans un second rôle en 1994 pour Tout ça… pour ça !.
En 1994, il fonde la société « Assise production » qui coproduit certains des films dans lesquels il joue.
Il s'adonne aussi, notamment grâce à Jean-Laurent Cochet, au théâtre, sa véritable passion, « seul lieu où s'exprime la vie, la nourriture de la vie, ce qu'aucune école n'enseignera jamais ». Il partage son activité entre le cinéma et la scène et rencontre un important succès en déclamant des textes de La Fontaine, Nietzsche, Céline (avec Voyage au bout de la nuit), Paul Valéry, Philippe Muray ou Roland Barthes. Il a également fait connaître des auteurs contemporains, Yasmina Reza ou Florian Zeller. Il est nommé quatre fois aux Molières, dont deux pour celui du Molière du comédien.

#### Années 2000

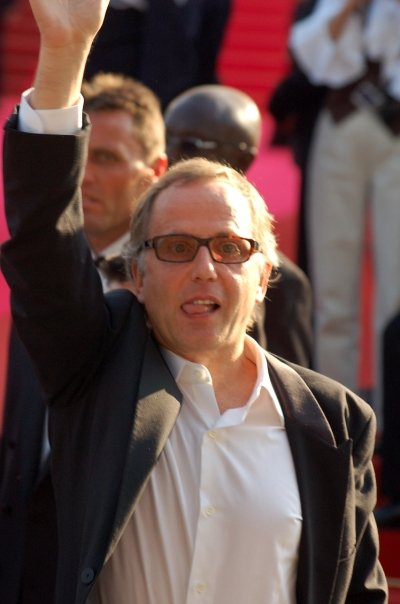
L'acteur au Festival de Cannes 2007, quelques mois après la sortie de Molière.

Cette décennie, moins prolifique, amène néanmoins Fabrice Luchini, vers la fin, à des rôles de plus grande envergure.
En 2000, il interprète le rôle-titre de la comédie de mœurs Barnie et ses petites contrariétés, écrite et réalisée par Bruno Chiche. Il monte ensuite sur les planches pour une reprise de la pièce Knock, de Jules Romains, au théâtre de l'Athénée. Sa prestation lui vaut le prix du Brigadier.
En 2003, il mène la large distribution de la comédie Le Coût de la vie, écrite et réalisée par Philippe Le Guay et donne la réplique à Sandrine Bonnaire pour le drame Confidences trop intimes, de Patrice Leconte.
Il revient à la comédie populaire La cloche a sonné, de Bruno Herbulot, puis s'aventure vers un cinéma plus ambitieux avec deux projets très différents : en 2006 sort la satire Jean-Philippe de Laurent Tuel, où il fait face à Johnny Hallyday. Puis en 2007, il prête ses traits à M. Jourdain pour le biopic Molière, co-écrit et réalisé par Laurent Tirard (et avec Romain Duris dans le rôle-titre). Sa performance lui vaut le Saint Georges d'argent du Festival international du film de Moscou.
En 2008, il fait partie de la distribution chorale du drame Paris, de Cédric Klapisch, d'un autre film au casting très étendu, la comédie Musée haut, musée bas, de Jean-Michel Ribes, puis revient à un cinéma plus populaire pour la comédie dramatique La Fille de Monaco, d'Anne Fontaine, où il donne la réplique à la jeune Louise Bourgoin.

#### Années 2010

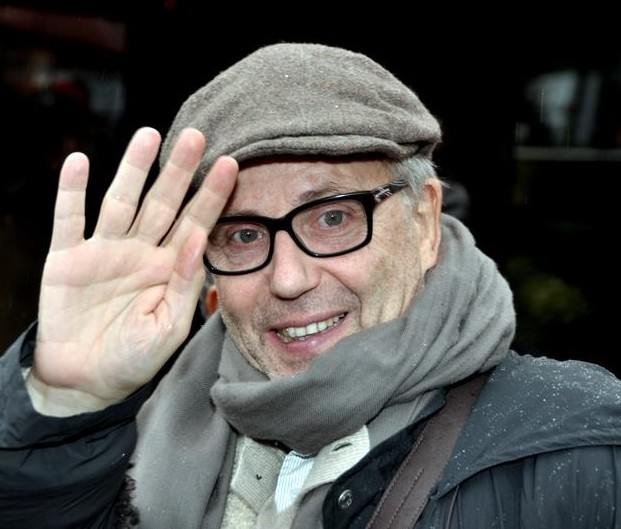
L'acteur au déjeuner des nommés des César du cinéma 2013, pour Dans la maison.

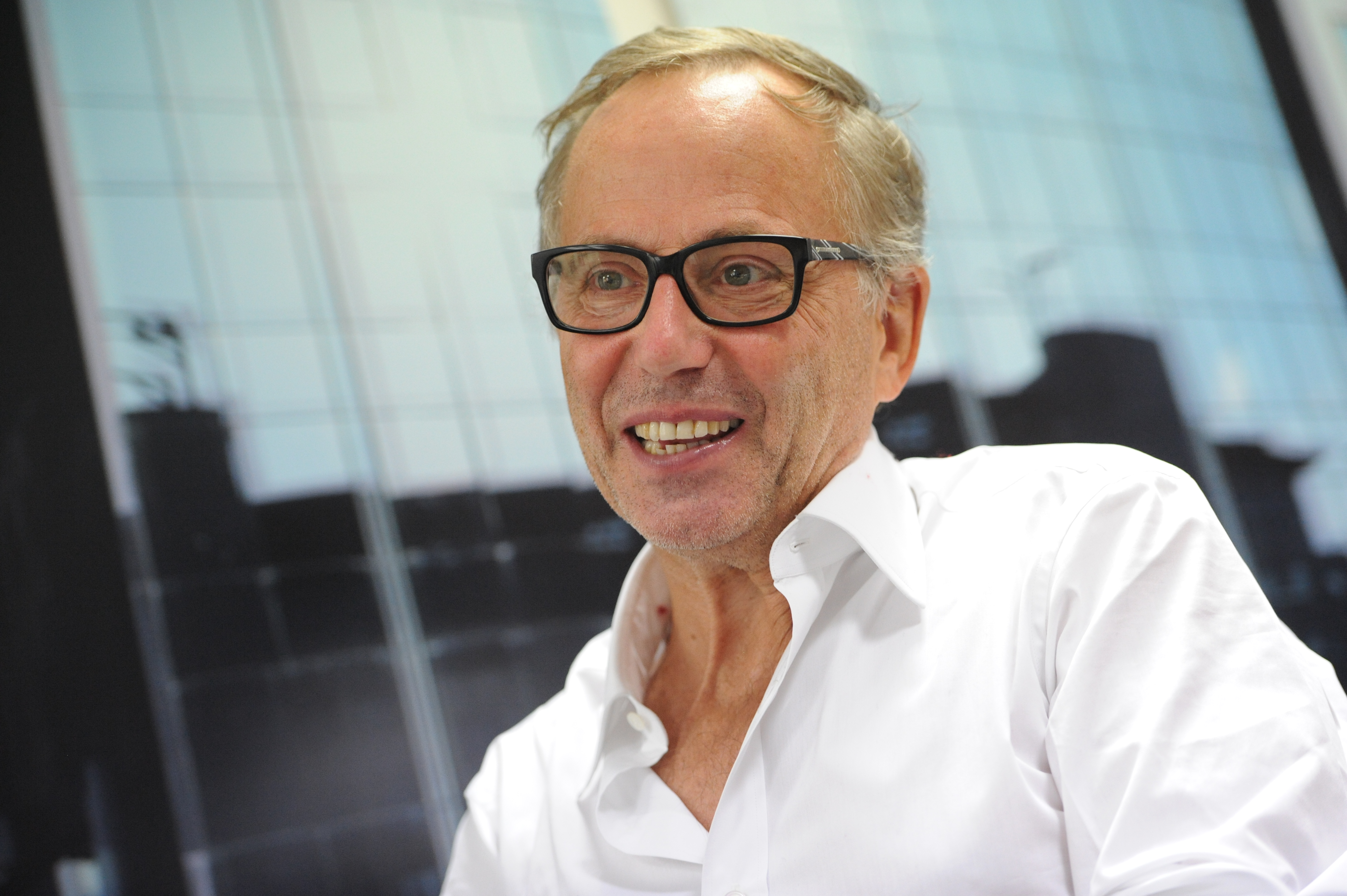
Fabrice Luchini le 09 octobre 2012 à Paris

Durant cette décennie, l'acteur enchaîne les performances remarquées lui permettant de décrocher quatre nouvelles nominations au César du meilleur acteur.
En 2010, il partage d'abord l'affiche de la comédie Les Invités de mon père, d'Anne Le Ny, avec une autre actrice favorite de la critique, Karin Viard. Puis il fait partie du casting quatre étoiles réuni par François Ozon pour sa satire Potiche. L'acteur y retrouve Karin Viard, à laquelle s'ajoutent Catherine Deneuve et Gérard Depardieu.
En 2011, il connaît un joli succès critique et commercial en portant la comédie historique Les Femmes du 6e étage, de Philippe Le Guay. L'acteur y est cette fois marié à Sandrine Kiberlain. L'année suivante, il retrouve François Ozon, qui lui a confié le premier rôle du drame Dans la maison. Il décroche une nomination aux Césars pour cette interprétation. Parallèlement, l'acteur s'autorise à incarner Jules César dans la grosse production Astérix et Obélix : Au service de Sa Majesté, de Laurent Tirard. Il succède ainsi à Alain Chabat et Alain Delon, précédents interprètes du rôle.
Mais c'est en 2013 qu'il est de nouveau acclamé par la critique : Alceste à bicyclette, qui marque sa troisième collaboration avec Philippe Le Guay, lui vaut une nomination au César du meilleur acteur. Puis en 2014, la réalisatrice Anne Fontaine en fait un boulanger transi de fascination pour une sculpturale jeune femme incarnée par Gemma Arterton dans Gemma Bovery.
L'année d'après, sa propre fille, Emma Luchini, lui confie un second rôle dans son drame Un début prometteur, porté par Manu Payet. Cependant, c'est le drame L'Hermine, de Christian Vincent, où il joue un juge tombant amoureux d'une jurée incarnée par Sidse Babett Knudsen, qui lui vaut une nouvelle nomination aux Césars. Il est également nommé pour le Lumière du meilleur acteur 2016 et reçoit la coupe Volpi de la meilleure interprétation masculine du Festival de Venise 2015.
En 2016, il fait confiance au scénariste-réalisateur Bruno Dumont pour la comédie expérimentale Ma Loute. Il y donne la réplique à Juliette Binoche et Valeria Bruni Tedeschi.
Bon client de la télévision, réputé pour ses saillies verbales et ses pirouettes pour éviter de répondre aux questions plus personnelles, il reconnaît cette année-là être « condamné à la performance » mais préfère quitter « la condition d'histrion légèrement hystérique » pour retrouver la scène.
À la fin de l'année 2018, il tient le rôle-titre de la comédie dramatique Un homme pressé, d'Hervé Mimran. Il y a pour partenaire Leïla Bekhti. Puis il incarne Joseph Fouché dans la grosse production L'Empereur de Paris, de Jean-François Richet, portée par Vincent Cassel.
Début 2019, il a pour partenaire Camille Cottin pour la comédie dramatique Le Mystère Henri Pick, de Rémi Bezançon, puis la jeune Anaïs Demoustier pour le film politique Alice et le Maire, de Nicolas Pariser. Puis il joue un ami de Patrick Bruel pour la comédie Le meilleur reste à venir, co-réalisée par le tandem Matthieu Delaporte - Alexandre de La Patellière. Luchini avait tourné avec le chanteur-acteur trente ans plus tôt, pour la comédie P.R.O.F.S.

#### Littérature
Fervent admirateur de l'écrivain Louis-Ferdinand Celine, il le cite régulièrement comme étant de celui qu'il tient pour « le plus grand poète du XXe siècle ». C'est à dix-sept ans que Fabrice Luchini ouvrit pour la première fois Voyage au bout de la nuit : une découverte saisissante qui fut, selon lui, « le début d'une histoire d'amour ». En 1985, à la demande de Jean-Louis Barrault, Fabrice Luchini joue pour la première fois un extrait du Voyage au bout de la nuit au Théâtre du Rond-Point. Durant cette période, il fréquente Lucette Destouches, veuve de l'écrivain, qui organise des soirées dont les invités sont cooptés par François Gibault. En 2014, à la demande de ce dernier, Fabrice Luchini reprend son premier spectacle pour quelques représentations exceptionnelles. Lors d'une interview au journal de France 2 en 2001, il tente d'expliquer sa passion pour l'écrivain qu'il juge « indéfinissable » en concluant « qu'il ne sait pas pourquoi » mais que « c'est un immense écrivain ». En 2012, il s'identifie également à l'écrivain, qui souffrait d'impuissance sexuelle en déclarant à Télérama : « Pendant vingt ans, tout le monde a cru que j'étais homo : un acteur si maniéré ! Mais j'étais obsédé par les femmes, client des prostituées dès l'âge de quinze ans. J'étais ce que Céline appellerait un tracassé du périnée, un chercheur ».

## Vie privée
Fabrice Luchini est le père d'Emma Luchini qu'il a eue en 1979 avec Cathy Debeauvais, une secrétaire de rédaction rencontrée dans l'ashram d'un gourou indien, appelé Prem Rawat ou Maharaji,. Depuis 2008, sa compagne est Emmanuelle Garassino.

## Prises de position
L'acteur se caractérise comme n'étant ni de droite ni de gauche, mais fustige régulièrement la gauche. Il critique souvent les hommes politiques qu'il estime « peu cultivés ». Cependant il est proche de Nicolas Sarkozy et d'Emmanuel Macron, bien qu'il mette en avant l'ambition de ce dernier, voyant en lui « un personnage stendhalien ».
En 2009, lors d'une interview au magazine Têtu, il déclare avoir eu un rapport homosexuel : « [...] À une époque, j'allais mal et je me disais que j'étais peut-être un homo refoulé. J'ai essayé une fois avec un bonhomme, mais ce n'était pas ça. Ça m'a... bouhh... troublé. »

En 2012, en réponse à une lettre de l'acteur Philippe Torreton parue dans Libération, dans laquelle celui-ci reprochait à Gérard Depardieu son exil fiscal, Fabrice Luchini ironise en ces termes :
« Ceux qui jugent Depardieu, surtout s'ils sont acteurs, ils devraient juger aussi leur filmographie. Quand on attaque Depardieu, il faut avoir une filmographie solide. »

## Filmographie

### Cinéma

#### 1969-1979
- 1969 : Tout peut arriver de Philippe Labro : Fabrice
- 1970 : Valparaiso, Valparaiso de Pascal Aubier
- 1970 : Le Genou de Claire d'Éric Rohmer : Vincent
- 1974 : Contes immoraux (dans l'épisode La Marée) de Walerian Borowczyk : André
- 1975 : Né- de Jacques Richard
- 1976 : Vincent mit l'âne dans un pré (et s'en vint dans l'autre) de Pierre Zucca : Vincent Vergne
- 1978 : Perceval le Gallois d'Éric Rohmer : Perceval
- 1978 : Violette Nozière de Claude Chabrol : Camus
- 1978 : Même les mômes ont du vague à l'âme de Jean-Louis Daniel : Arthur

#### Années 1980
- 1980 : La Femme de l'aviateur d'Éric Rohmer : Mercillat
- 1981 : Le Beau Monde de Michel Polac (téléfilm)
- 1982 : T'es folle ou quoi ? de Michel Gérard : Jean-François Sevran
- 1982 : Zig Zag Story de Patrick Schulmann : Bob Hemler
- 1984 : Emmanuelle 4 de Francis Leroi : Oswaldo, le magicien
- 1984 : Les Nuits de la pleine lune d'Éric Rohmer : Octave
- 1985 : P.R.O.F.S de Patrick Schulmann : Michel
- 1985 : Max mon amour de Nagisa Ōshima : Nicolas
- 1985 : Rouge-gorge de Pierre Zucca : Frédéric
- 1986 : Conseil de famille de Costa-Gavras : l'avocat véreux
- 1986 : Hôtel du Paradis de Jana Boková : Arthur
- 1987 : Les Oreilles entre les dents de Patrick Schulmann : Luc Fabri
- 1987 : Quatre Aventures de Reinette et Mirabelle d'Éric Rohmer : le marchand de tableaux
- 1988 : La Couleur du vent de Pierre Granier-Deferre : Pierre Vigne
- 1988 : Alouette, je te plumerai de Pierre Zucca : Jacques Lacarrière

#### Années 1990
- 1990 : La Discrète de Christian Vincent et Jean-Pierre Ronssin : Antoine
- 1990 : Uranus de Claude Berri : M. Jourdan
- 1992 : Le Retour de Casanova d'Édouard Niermans : Camille
- 1992 : Riens du tout de Cédric Klapisch : M. Lepetit
- 1992 : Toxic Affair de Philomène Esposito : l'analyste
- 1993 : L'Arbre, le Maire et la Médiathèque d'Éric Rohmer : Marc Rossignol
- 1993 : Tout ça… pour ça ! de Claude Lelouch : Fabrice Lenormand
- 1994 : Le Colonel Chabert d'Yves Angelo : Maître Derville
- 1995 : L'Année Juliette de Philippe Le Guay : Camille Prader
- 1995 : Beaumarchais, l'insolent d'Édouard Molinaro : Beaumarchais
- 1996 : Hommes, femmes : mode d'emploi de Claude Lelouch : Fabio Lini
- 1997 : Un air si pur... d'Yves Angelo : Magnus
- 1997 : Le Bossu de Philippe de Broca : Philippe de Gonzague
- 1998 : Rien sur Robert de Pascal Bonitzer : Didier Temple
- 1998 : Pas de scandale de Benoît Jacquot : Grégoire Jeancour
- 1998 : Par cœur, documentaire de Benoît Jacquot : Fabrice Luchini récite des textes de Baudelaire, Victor Hugo…

#### Années 2000
- 2000 : Barnie et ses petites contrariétés de Bruno Chiche : Barnie, le mari de Lucie
- 2003 : Le Coût de la vie de Philippe Le Guay : Brett
- 2003 : Confidences trop intimes de Patrice Leconte : William
- 2005 : La cloche a sonné de Bruno Herbulot : Simon Arcos
- 2006 : Jean-Philippe de Laurent Tuel : lui-même
- 2007 : Molière de Laurent Tirard : M. Jourdain
- 2008 : Paris de Cédric Klapisch : Roland Verneuil
- 2008 : Musée haut, musée bas de Jean-Michel Ribes : le gardien
- 2008 : La Fille de Monaco d'Anne Fontaine : Bertrand

#### Années 2010
- 2010 : Les Invités de mon père d'Anne Le Ny : Arnaud
- 2010 : Potiche de François Ozon : Robert Pujol
- 2011 : Les Femmes du 6e étage de Philippe Le Guay : Jean-Louis Joubert
- 2012 : Dans la maison de François Ozon : Germain
- 2012 : Astérix et Obélix : Au service de Sa Majesté de Laurent Tirard : Jules César
- 2013 : Alceste à bicyclette de Philippe Le Guay, d'après une idée originale de Fabrice Luchini et Philippe Le Guay : Serge Tanneur
- 2014 : Gemma Bovery d'Anne Fontaine : Martin
- 2015 : Un début prometteur d'Emma Luchini : Francis Vauvel
- 2015 : L'Hermine de Christian Vincent : Michel Racine, le président de cour d'assises
- 2016 : Ma Loute de Bruno Dumont : André Van Peteghem
- 2018 : Un homme pressé d'Hervé Mimran : Alain
- 2018 : L'Empereur de Paris de Jean-François Richet : Joseph Fouché
- 2019 : Le Mystère Henri Pick de Rémi Bezançon : Jean-Michel Rouche
- 2019 : Alice et le Maire de Nicolas Pariser : le maire Paul Théraneau
- 2019 : Jeanne de Bruno Dumont : Charles VII
- 2019 : Le meilleur reste à venir de Matthieu Delaporte et Alexandre de La Patellière : Arthur

#### Années 2020
- 2022 : Par cœurs de Benoît Jacquot : lui-même
- 2023 : Un homme heureux de Tristan Séguéla : Jean
- 2023 : Mon crime de François Ozon : Gustave Rabusset, le juge
- 2023 : La Petite de Guillaume Nicloux : Joseph
- 2024 : L'Empire de Bruno Dumont : Belzébuth
- 2024 : Marcello mio de Christophe Honoré : lui-même
- 2025 : Le Secret de Khéops de Barbara Schulz : Christian Robinson
- 2025 : Natacha (presque) hôtesse de l'air de Noémie Saglio : le narrateur

### Courts métrages
- 1976 : Les Écrans déchirés de Jacques Richard
- 1981 : La Forêt désenchantée de Jacques Robiolles
- 1982 : Jimmy jazz de Laurent Perrin
- 1983 : Lettre de la Sierra Morena de Jacques Rozier : Don Quichotte
- 1984 : Il ne faut jurer de rien de Christian Vincent avec Virginie Thévenet
- 1984 : Chroniques muxiennes de Jean-Louis Berdot
- 1986 : Triple Sec d'Yves Thomas
- 1994 : Ne m'appelez pas ma petite de Jean Becker : Thierry

### Télévision
- 1979 : La Chaîne de Claude Santelli : Laurent
- 1980 : L'Échafaud magique : Fantômas de Claude Chabrol : Bonardin
- 1980 : L'Étreinte du diable : Fantômas de Juan Luis Buñuel : Bonardin
- 1981 : Le Beau Monde de Michel Polac : Jean-Pierre Davin
- 1986 : Série noire - épisode : Adieu la vie... de Maurice Dugowson : Kowal
- 1986 : Tous en boîte (feuilleton en 6 épisodes) de Charles Nemes : Minimax
- 1987 : Série noire - épisode : La Fée Carabine d'Yves Boisset : Pastor
- 1988 : L'Argent du mur de Jean-François Delassus : Bernd
- 1988 : Au nom du peuple français de Maurice Dugowson : Robespierre
- 1989 : Les Nuits révolutionnaires (feuilleton en 7 épisodes) de Charles Brabant : le huguenot sans culotte
- 1990 : Six Crimes sans assassin de Bernard Stora : Simon Loupias
- 2017 : Dix pour cent (saison 2, épisode 2) : lui-même
- 2022 : Captation du spectacle Des écrivains parlent d'argent de et avec Fabrice Luchini, d'Arnaud Émery
- 2023 : Tapie de Tristan Séguéla : Marcel Loiseau

### Documentaires
- 2019 - 2021 : Secrets d'Histoire (intervenant)
  - « La Fontaine, l'homme à fables… » (2019)
  - « Emile Zola, le pourfendeur de l'injustice » (2021)
  - « Molière et ses mystères » (2022)
- 2019 : Les trésors de Marcel Pagnol de Fabien Béziat (voix du narrateur)
- 2020 : Bernard Blier façon puzzle, de Christophe Duchiron (intervenant)

## Théâtre

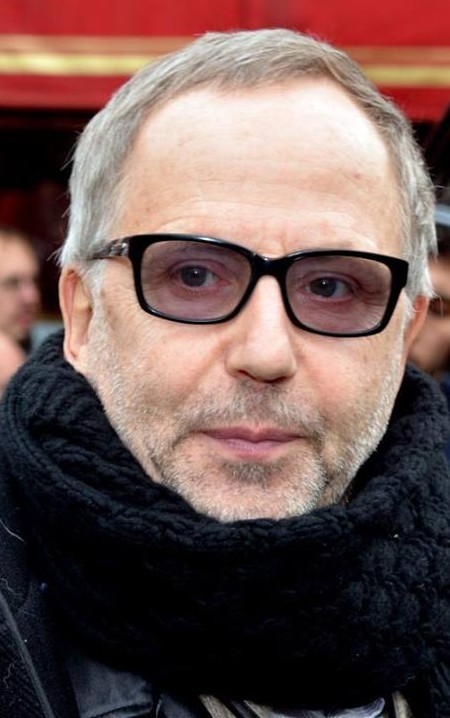
Fabrice Luchini en 2014.

Note : Fabrice Luchini est venu une fois, le 26 mars 1983, au Petit Théâtre de Bouvard avec un sketch (sur le don de sang) mais n'a pas été retenu,.
- 1978 : En attendant Godot de Samuel Beckett, mise en scène Otomar Krejča, Cour d'Honneur du Palais des Papes Festival d'Avignon.
- 1979 : Troïlus et Cressida de William Shakespeare, mise en scène René Dupuy, Théâtre Fontaine.
- 1982 : De toutes les couleurs de Guy de Cointet, mise en scène Yves Lefebvre, Théâtre Renaud-Barrault.
- 1986 : Voyage au bout de la nuit de Louis-Ferdinand Céline, Théâtre Renaud-Barrault.
- 1986 : Le Veilleur de nuit de Sacha Guitry, mise en scène Jacques Nerson, Théâtre 13, Théâtre Montparnasse.
- 1986 : La Valse du hasard de Victor Haïm, mise en scène Stephan Meldegg, Théâtre La Bruyère.
- 1987 : Le Secret d'Henri Bernstein, mise en scène Andréas Voutsinás, Théâtre Montparnasse.
- 1987 : Voyage au bout de la nuit de Louis-Ferdinand Céline, Studio des Champs-Elysées.
- 1988 : Voyage au bout de la nuit de Louis-Ferdinand Céline, Théâtre Montparnasse.
- 1989 : Une folie électrique d'après Diderot, mise en scène Michel Valmer.
- 1990 : Deux femmes pour un fantôme et La Baby-sitter de René de Obaldia, mise en scène Jean-Luc Moreau, Théâtre des Célestins.
- 1991 : La Société de chasse de Thomas Bernhard, mise en scène Jean-Louis Thamin, Théâtre de l'Atelier.
- 1993 : Partenaires de David Mamet, mise en scène Bernard Stora, Théâtre de la Michodière.
- 1994 : « Art » de Yasmina Reza, mise en scène Patrice Kerbrat, avec Pierre Vaneck et Pierre Arditi, Comédie des Champs-Élysées.
- 1996 : Fabrice Luchini dit des textes de Baudelaire, Hugo, La Fontaine, Nietzsche, Maison de la Poésie.
- 1996 : Un cœur simple de Gustave Flaubert, Théâtre Paris-Villette.
- 2000 : L'Arrivée à New York d'après Voyage au bout de la nuit de Louis-Ferdinand Céline, Théâtre de la Gaîté-Montparnasse.
- 2002 : Écoute mon ami (et autres textes de Louis Jouvet), Comédie des Champs-Élysées, Théâtre de l'Athénée.
- 2002 : Knock ou le triomphe de la médecine de Jules Romains, mise en scène Maurice Bénichou, Théâtre de l'Athénée-Louis-Jouvet, Théâtre Antoine.
- 2005 : Fabrice Luchini dit des textes de La Fontaine, Nietzsche, Céline, Baudelaire, Théâtre de la Gaîté-Montparnasse.
- 2005 : Molly de Brian Friel, mise en scène Laurent Terzieff, Théâtre de la Gaîté-Montparnasse.
- 2006-2009 : Le Point sur Robert : lectures de textes de Paul Valéry, Roland Barthes, Chrétien de Troyes, Molière et ses propres textes, mise en scène Cathy Debeauvais, Théâtre Paris-Villette, Petit Montparnasse, Théâtre de la Gaîté-Montparnasse, Théâtre de la Renaissance, Espace Pierre Cardin.
- 2010-2012 : Fabrice Luchini lit Philippe Muray, lecture, Théâtre de l'Atelier puis Théâtre Antoine.
- 2011-2012 : La Fontaine, lectures de La Fontaine, Baudelaire, Hugo, Nietzsche, Péguy, Rimbaud, Céline, Théâtre de l'Atelier.
- 2013, 2014 : Une heure de tranquillité de Florian Zeller, mise en scène Ladislas Chollat, Théâtre Antoine.
- 2014 : Voyage au bout de la nuit (La Banlieue) de Louis-Ferdinand Céline, Théâtre Antoine.
- 2015-2017 : Poésie ?, de Fabrice Luchini, mise en scène Emmanuelle Garassino, Paris Villette, Théâtre des Mathurins, Théâtre Montparnasse et tournée en France et Suisse.
- 2017, 2020-2022 : Des écrivains parlent d'argent, de Fabrice Luchini avec l'aide de Dominique Reynié, mise en scène Emmanuelle Garassino, Théâtre des Déchargeurs à partir du 28 mars, puis théâtre des Bouffes Parisiens, puis théâtre de la Michodière en 2018, Théâtre de la Porte Saint-Martin et Théâtre de la Gaîté-Montparnasse en 2019.
- 2020-2022 : Conversations autour des portraits et autoportraits, mise en scène Emmanuelle Garassino, lectures de Jean Cau, Philippe Lançon, Louis-Ferdinand Céline, Charles Baudelaire, Arthur Rimbaud, Théâtre des Bouffes-Parisiens.
- 2022-2023 : La Fontaine et le confinement, de Fabrice Luchini, mise en scène Emmanuelle Garassino, Théâtre Montparnasse.
- 2022-2023 : lecture de Friedrich Nietzsche, Théâtre de l'Atelier.
- 2023-2024 : Fabrice Luchini lit Victor Hugo, mise en scène Emmanuelle Garassino, Théâtre du Petit-Saint-Martin, Théâtre des Mathurins, Théâtre de l'Atelier.

## Discographie et radio
- 2015 : « Éric Rohmer est mort », en duo avec la chanteuse Clio[35]
- 1996 et 2020 : Un cœur simple de Gustave Flaubert, enregistré par France Culture[36]
- 1996 : Paradoxe sur le comédien de Denis Diderot, enregistré par France Culture au Festival d'Avignon[36]
- 2022-2023 : Des livres et des notes, lecture d'écrits de grands auteurs sur la musique classique, enregistré par Radio Classique

## Publications
- Comédie française. Ça a débuté comme ça..., éditions Flammarion, mars 2016

Autobiographie dont le titre est inspiré de l'incipit du roman de Louis-Ferdinand Céline, Voyage au bout de la nuit. Prix La Coupole le 25 mai 2016.

### Livres audio
- « Fabrice Luchini lit Fragments d'un discours amoureux » de Roland Barthes, Audiolib, 2011
- « Luchini lit Céline – Voyage au bout de la nuit, Mot à Crédit, Lettres à la N.R.F. », Collection « Écouter Lire », Gallimard, 2021

### Participations
- Maxence Caron et Jacques de Guillebon (dir.), Philippe Muray (collectif), Éditions du Cerf, coll. « Cahiers d'histoire de la philosophie », 2011
- Victorien Daoût, Au travail avec Éric Rohmer - Entretiens avec ses collaborateurs, Capricci, 2024

### Préfaces
- Jean-Laurent Cochet, À la rencontre de Sacha Guitry, Éditions Oxus, 2010
- Laurent Terzieff, Seul avec tous, Presses de la Renaissance, 2010
- Louis Jouvet, Le Comédien désincarné, Flammarion, 2013
- Michel Bouquet, Michel Bouquet raconte Molière, Philippe Rey, 2022

## Distinctions

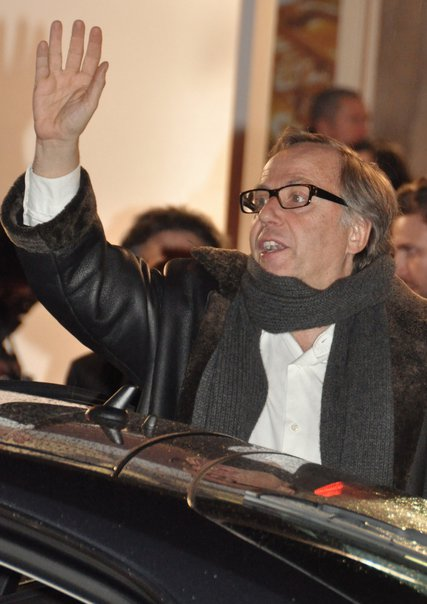
Fabrice Luchini en 2010, à la des César.

### Récompenses
- Prix Jean-Gabin 1991
- Prix du jeune théâtre Béatrix-Dussane–André-Roussin 1994 pour Voyage au bout de la nuit[38]
- César 1994 : meilleur acteur dans un second rôle pour Tout ça… pour ça !
- Prix du Brigadier 2002 pour sa reprise de Knock
- Festival international du film de Moscou 2007 : Saint Georges d'argent pour Molière
- Prix Plaisir du théâtre 2012[39]
- Mostra de Venise 2015 : Coupe Volpi de la meilleure interprétation masculine pour L'Hermine
- Prix Beaumarchais 2015 du Figaro pour Poésie ?[40]
- Molières 2016 : Molière d'honneur
- Prix La Coupole 2016 pour son autobiographie Comédie française
- Globe de cristal 2017 : meilleure pièce de théâtre pour Poésie ?[41]

### Nominations
- César du cinéma :
  - 1985 : meilleur acteur dans un second rôle pour Les Nuits de la pleine lune
  - 1991 : meilleur acteur pour La Discrète
  - 1993 : meilleur acteur dans un second rôle pour Le Retour de Casanova
  - 1995 : meilleur acteur dans un second rôle pour Le Colonel Chabert
  - 1997 : meilleur acteur pour Beaumarchais, l'insolent
  - 2008 : meilleur acteur dans un second rôle pour Molière
  - 2013 : meilleur acteur pour Dans la maison
  - 2014 : meilleur acteur pour Alceste à bicyclette
  - 2016 : meilleur acteur pour L'Hermine
  - 2017 : meilleur acteur pour Ma Loute

- Molières[13]
  - 1987 : révélation théâtrale masculine pour Voyage au bout de la nuit
  - 1988 : comédien dans un second rôle pour Le Secret
  - 1989 : comédien pour Voyage au bout de la nuit
  - 1995 : comédien pour « Art »

- Autres :
  - Prix du cinéma européen 2013 : Prix du cinéma européen du meilleur acteur pour Dans la maison
  - Globe de cristal 2014 : meilleur acteur pour Alceste à bicyclette
  - Lumières 2016 : meilleur acteur pour L'Hermine
  - Globe de cristal 2017 : meilleur comédien pour Poésie ?

### Décorations
- Chevalier de l'ordre national du Mérite (1999)[42]
- Commandeur de l'ordre des Arts et des Lettres (2013)[43]

### Participations événementielles
- 2008 : président du jury au Festival international du film de comédie de l'Alpe d'Huez
- 2016 : parrain de la 56e promotion de lauréats de la Fondation de la Vocation, présidée par Madame Elisabeth Badinter, où il se déclare ébloui par ces tempéraments vers la vie[réf. nécessaire]

### Hommages
- Fabrice Luchini est représenté, depuis 2006, par une statue de cire au musée Grévin de Paris[44].